# CA Colegiales (Munro)
Club Atlético Colegiales jest argentyńskim klubem piłkarskim z siedzibą w dzielnicy Colegiales, w mieście Munro leżącym w obrębie zespołu miejskiego Buenos Aires.

## Osiągnięcia
- Wicemistrz Argentyny: 1932
- Amatorski mistrz Argentyny Primera Amateur: 1947
- Mistrz drugiej ligi: 1928
- Mistrz trzeciej ligi Primera División C:  1955
- Mistrz czwartej ligi Primera C Metropolitana (3): 1992/1993, 2003 Clausura, 2004 Apertura

## Historia
Klub założony został 1 kwietnia 1908 roku pod nazwą Sportivo del Norte i grał w pierwszej lidze w czasach panowania futbolu amatorskiego. W roku 1925, jeszcze przed rozegraniem pierwszego meczu w pierwszej lidze federacji Asociación Argentina de Football,  klub zmienił nazwę na obecnie obowiązującą. We wrześniu 1926 roku Colegiales wraz z grupą pięciu innych klubów wystąpił z federacji Asociación Argentina de Football i przeszedł do federacji Asociación Amateurs de Football. Gdy obie konkurencyjne federacje połączyły się tworząc w 1927 roku wspólną federację Asociación Amateurs Argentina de Football, dla klubu Colegiales zabrakło miejsca w nowej pierwszej lidze. W roku 1928 Colegiales wrócił do pierwszej ligi i  grał w niej nieprzerwanie od 1929 do 1934 roku. W 1932 roku Colegiales został wicemistrzem Argentyny. Później w czasach futbolu zawodowego amatorska drużyna Colegiales zdobyła w 1947 roku amatorskie mistrzostwo Argentyny. Po wprowadzeniu zawodowstwa Colegiales grał czasami w drugiej lidze, lecz od czasu gdy spadł z drugiej ligi w roku 1956 nie zdołał już zagrać wyżej niż na poziomie ligi trzeciej. Obecnie klub gra w drugiej lidze Primera B Metropolitana.